# Трой-Гроув (Іллінойс)
Трой-Гроув (англ. Troy Grove) — селище (англ. village) в США, в окрузі Ла-Салл штату Іллінойс. Населення — 225 осіб (2020).

## Географія
Трой-Гроув розташований за координатами 41°27′57″ пн. ш. 89°4′54″ зх. д. / 41.46583° пн. ш. 89.08167° зх. д. (41.465701, -89.081542).  За даними Бюро перепису населення США в 2010 році селище мало площу 1,78 км², уся площа — суходіл.

## Демографія
Згідно з переписом 2010 року, у селищі мешкало 250 осіб у 103 домогосподарствах у складі 69 родин. Густота населення становила 141 особа/км².  Було 112 помешкання (63/км²).
Расовий склад населення:
| - 95,6 % — білих - 2,4 % — осіб інших рас |

До двох чи більше рас належало 2,0 %. Частка іспаномовних становила 4,8 % від усіх жителів.
За віковим діапазоном населення розподілялося таким чином: 22,0 % — особи молодші 18 років, 68,4 % — особи у віці 18—64 років, 9,6 % — особи у віці 65 років та старші. Медіана віку мешканця становила 36,8 року. На 100 осіб жіночої статі у селищі припадало 103,3 чоловіків;  на 100 жінок у віці від 18 років та старших — 99,0 чоловіків також старших 18 років.
Середній дохід на одне домашнє господарство  становив 70 058 доларів США (медіана — 54 286), а середній дохід на одну сім'ю — 85 126 доларів (медіана — 76 875). За межею бідності перебувало 4,2 % осіб, у тому числі 0,0 % дітей у віці до 18 років та 36,8 % осіб у віці 65 років та старших.
Цивільне працевлаштоване населення становило 126 осіб. Основні галузі зайнятості: транспорт — 18,3 %, освіта, охорона здоров'я та соціальна допомога — 13,5 %, будівництво — 12,7 %.